# Biskupi Kartageny
Biskupi Kartageny – lista biskupów diecezjalnych i pomocniczych hiszpańskiej diecezji Kartagena.

## Biskupi diecezjalni

### Biskupi i arcybiskupi Kartageny (do 1000)
- Hektor (objął urząd ok. 516)
- Celsino (objął urząd ok. 546)
- Liciniano (objął urząd ok. 582)
- Múmulo (arcybiskup, objął urząd ok. 675)
- Jan (objął urząd ok. 988)

### Biskupi Kartageny (po 1250)
- Pedro Gallego (1250–1267)
- Diego Martínez Magaz (1278–1300)
- Martín Martínez Noloaquisino (1301–1311)
- Juan Muñoz Gómez de Hinojosa (1311–1326)
- Pedro Gómez Barroso (1326–1327)
- Pedro Peñaranda (1327–1349)
- Alfonso de Vargas (1349–1361)
- Nicolás Yáñez Gutiérrez de Aguilar (1361–1372)
- Guillén Gumiel (1372–1383)
- Fernando Pedrosa (1383–1402)
- Paolo di Santa María (1403–1415)
- Diego Badán OFM (1415–1422)
- Guterio Gómez (1422–1446)
- Diego de Comontes (1446–1458)
- Lope de Ribas (1459–1478)
- Giovanni Battista Orsini (1492–1493)
- Bernardino Lopez de Carvajal (1493–1495)
- Juan Ruiz de Medina (1495–1502)
- Juan Rodríguez Daza (1502–1504)
- Juan Fernández Velasco (1505)
- Martín Fernández de Angulo Saavedra y Luna (1508–1510)
- Matthäus Lang von Wellenburg (1510–1540)
- Juan Martínez Silíceo (1541–1546)
- Esteban Almeida (1546–1563)
- Gonzalo Arias Gallego (1565–1575)
- Gómez Zapata (1576–1582)
- Jerónimo Manrique de Lara (1583–1591)
- Sancho Dávila y Toledo (1591–1600)
- Juan Zúñiga (1600–1602)
- Alfonso Coloma Sa (1603–1606)
- Francisco Martínez de Cenicero (1607–1615)
- Francisco González Zárate (1615–1616)
- Alfonso Márquez de Prado (1616–1618)
- Antonio Trejo de Sande Paniagua OFM (1618–1636)
- Francisco de Manso Zuñiga y Sola (1637–1640)
- Mendo de Benavides (1640–1644)
- Juan Vélez de Valdivielso (1645–1648)
- Diego Martínez Zarzosa (1649–1656)
- Andrés Bravo de Salamanca (1656–1662)
- Juan Bravo Lasprilla (1662–1663)
- Mateo Sagade (Zaga de) Bugueiro (1664–1672)
- Francisco de Rojas-Borja y Artés (1673–1684)
- Antonio Medina Cachón y Ponce de León (1685–1694)
- Máximo Francisco Joániz de Echalaz (1695)
- Francisco Fernández de Angulo (1696–1704)
- Luis Antonio Belluga y Moncada CO (1705–1724)
- Tomás José Ruiz Montes (1724–1741)
- Juan Mateo López Sáenz CRM (1742–1752)
- Diego Rojas y Contreras (1753–1772)
- Manuel Rubín y Celis (1773–1784)
- Manuel Felipe Miralles (1785–1788)
- Victoriano López Gonzalo (1789–1805)
- José Jiménez (1806–1820)
- Antonio Posada Rubín de Celis (1821–1825)
- José Antonio Azpeitia y Sáenz de Santamaria (1825–1840)
- Mariano Benito Barrio Fernández (1847–1861)
- Francisco Landeira y Sevilla (1861–1876)
- Diego Mariano Alguacil y Rodríguez (1876–1884)
- Tomás Bryan y Livermore (1884–1902)
- Vicente Alonso y Salgado SChP (1903–1930)
- Miguel de los Santos Díaz y Gómara (1935–1949)
- Ramón Sanahuja y Marcé (1950–1969)
- Miguel Roca Cabanellas (1969–1978)[a]
- Javier Azagra Labiano (1978–1998)
- Manuel Ureña Pastor (1998–2005)
- Juan Antonio Reig Plà (2005–2009)
- José Manuel Lorca Planes (od 2009)

#### Uwaga
1. ↑  w latach 1966–1969 koadiutor

## Biskupi pomocniczy
- Javier Azagra Labiano (1970–1978)
- Sebastián Chico Martínez (2019–2021)